# Nososticta dorsonigra
Nososticta dorsonigra – gatunek ważki z rodziny pióronogowatych (Platycnemididae).